# Audi A2
El Audi A2 (designación interna Typ 8Z) es un automóvil de turismo del segmento B del fabricante alemán Audi, vendido entre los años 1999 y 2005. Es un cuatro plazas con motor delantero y tracción delantera. Su principal rival era el Mercedes-Benz Clase A.

## Historia
El A2 se basó en un prototipo mostrado en el Salón del Automóvil de Fráncfort de 1997 con el nombre Al2. Su carrocería y chasis están construidos en aluminio, lo que lo hace mucho más liviano de lo habitual, combinado con sus eficientes motores, esto hizo que fuera un coche muy económico en combustible. Recibió cuatro estrellas de cinco en la prueba de protección en choques a pasajeros adultos de Euro NCAP. Los últimos A2s producidos fueron construidos en agosto de 2005.

## A2 Concept Eléctrico
En el Salón del Automóvil de Fráncfort del año 2011 se presentó un nuevo prototipo que anticipaba el renacimiento del modelo A2, bajo la denominación de "A2 Concept". De similares características y posicionamiento que el A2 original, este prototipo de pequeño tamaño pero cuatro puertas y gran altura (frente al Audi A1) lanzado en 2010, proponía un concepto urbanista de bajas emisiones basado en motores con sistema de propulsión eléctrico.
En junio de 2012, la Car Magazine del Reino Unido reportó que Audi había detenido el proyecto del A2 eléctrico indefinidamente, después de unas decepcionantes ventas de otros vehículos eléctricos como el Nissan Leaf y el Mitsubishi i-MiEV y de un precio proyectado de más de €40,000.
En 2021, la marca se pronunció y dijo que para su electrificación total, iba a resucitar el A2 como un coche 100% eléctrico.

## Galería de imágenes
|                           |
| Prototipo Audi A2 de 1997 |

|                       |
| Prototipo en Bruselas |

|                 |
| Rediseño del A2 |

|                                |
| Rediseño del A2 vista trasera. |

|                      |
| A2 Concept eléctrico |

|                          |
| A2 Concept vista trasera |

## Motorizaciones
Los motores gasolina del A2 son un 1.4 litros de cuatro válvulas por cilindro y 75 CV, y un 1.6 litros de cuatro válvulas por cilindro con inyección directa de combustible y 110 CV, mientras que los Diesel son un 1.2 litros de 61 CV, y un 1.4 litros de 75 o 90 CV, todos ellos con inyección directa con alimentación por inyector-bomba, turbocompresor y dos válvulas por cilindro.